# Кавказский скосарь
Кавказский скосарь (лат. Otiorhynchus caucasicus) — вид долгоносиков-скосарей из подсемейства Entiminae.

## Подвиды

### Otiorhynchus caucasicus querceti Arnoldi, 1965
Жук длиной 7-9,5 мм. Тело покрывают волоски и волосовидные с металлическим отливом чешуйки. Передние бёдра без зубцов, только с заострённым или тупым бугорком. Голова широкая, вместе с головотрубкой резко конусовидная.
Населяет дубравы, где вредит дубам, а также вредит плодовым. Размножается партеногенетически.